# متلألئة تايوانية
متلألئة تايوانية (الاسم العلمي:Luzula taiwaniana) هي نوع من النباتات تتبع جنس المتلألئة من الفصيلة الأسلية.